# 플랜 B 엔터테인먼트
플랜 B 엔터테인먼트 주식회사(Plan B Entertainment Inc.)는 2001년에 브래드 피트, 브래드 그레이, 제니퍼 애니스턴이 설립한 영화 제작사이다. 2005년 브래드피트와 제니파 애니스턴이 이혼한 이후부터는 브래드 피트가 소유하고 있다. 파라마운트 픽처스, 20세기 폭스, 워너브라더스와 임대 계약을 체결했다.

## 제작 영화
- 트로이(2004)
- 찰리와 초콜릿 공장(2005)
- 디파티드(2006)
- 비겁한 로버트 포드의 제시 제임스 암살(2007)
- 시간 여행자의 아내(2009)
- 킥 애스: 영웅의 탄생(2010)
- 트리 오브 라이프(2011)
- 머니볼(2011)
- 월드워 Z(2013)
- 킥 애스 2: 겁 없는 녀석들(2013)
- 노예 12년(2013)
- 셀마(2014)
- 트루 스토리(2015)
- 빅쇼트(2015)
- 문라이트(2015)
- 잃어버린 도시 Z(2016)
- 옥자(2017)
- 괜찮아요, 미스터 브래드(2017)
- 뷰티풀 보이(2018)
- 백시트(2018)
- 빌 스트리트가 말할 수 있다면(2018)
- 에드 아스트라(2019)
- 더 킹: 헨리 5세(2019)
- 미나리(2020)

## 참고 문헌
- Hayes, Dade (2006년 12월 15일). “Golden Boy Shines Behind the Scenes”. 《Daily Variety》.